# 家牛
家牛或称黄牛、歐洲牛（学名：Bos taurus）是哺乳類偶蹄目牛科牛亚科牛属中一群已經驯化的動物。
这种群居动物的祖先为原牛，大约8千年前被人类驯化成家养的牲畜。如今地球上生存着13亿只家牛，遍布除了南极洲以外的每一块大陆。家牛同人类的生活极为密切，一般将它们用来作为肉、奶或皮革的来源，在化石燃料大规模使用之前，家牛也是主要的畜力来源之一。
为了更好地利用家牛所提供的资源，人类長期進行配種，按其特征可以分为供食用的肉牛及产奶的奶牛，用于耕作的家牛则日渐减少。
在人类的文化中，家牛一般占有很高的地位，早期台灣的農家子弟禁吃牛肉，1949年的《印度宪法》与《尼泊尔宪法》甚至禁止宰牛。人们大多将其同力量、财富等联系起来，许多地区将家牛视作忠诚、勤劳的象征。不过因为其外形和从事的工作，有时也会被当做卑贱、粗暴的象征。

## 驯化与传播

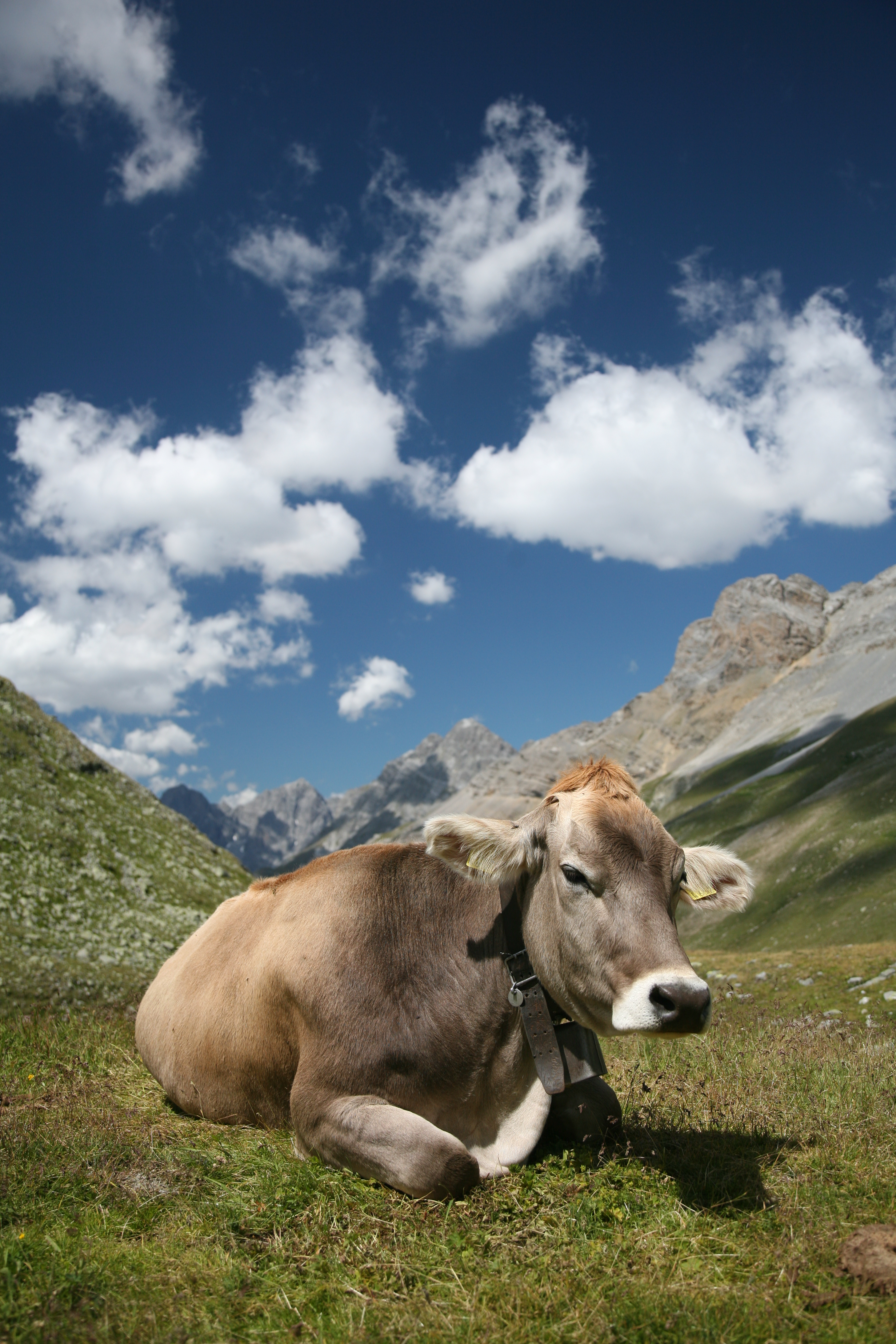
瑞士布朗牛

今日，大多数的家牛的祖先都是原牛。原牛曾廣泛分布於欧亚大陆，但后来它们的数量渐渐减少，1627年世界上最后一头原牛在波兰被捕杀。
实际上家牛的起源与驯化是一个令考古学家和古生物学家非常困惑的问题，关于其驯化发源地有单一中心说与多中心说两种观点。单一中心说认为现代欧洲牛类来源于公元前6千年的新月沃地。而多中心说则认为除了新月沃地外，非洲北部的埃及地区可能也在公元前7千年左右独立地驯化出了牛类。随着原牛向东部的亚洲迁移，它可能在3千至5千年前于亚洲地区的巴基斯坦一带被独立地驯化出来。不过，亚洲的家牛经历了和瘤牛的杂交之后与今天的欧洲家牛有较大不同。随着生物学技术的发展，21世纪初对现代牛类所做的线粒体DNA与Y染色体测试更多得倾向于支持多中心假说。
这一类测试表明，非洲北部的牛类品种与欧洲中部的并非一个世系，和新月沃地的同类也有差异。西班牙和意大利倒是混入了一些非洲家牛，推测可能是非洲牛透過地中海影响了欧洲西南部地区。非洲牛被驯化出来后也可能向北进入了新月沃地。而新月沃地的家养牛在向欧洲的传播过程中不时和当地原牛杂交，使其变得更加强壮。只不过这一过程大多发生在欧洲东南部，到达阿尔卑斯山北部之后，新月沃地家牛中的一支取得了优势地位，迅速扩散开来，如今德国、法国和低地国家的家牛大多为这一支的后代。传播到欧洲北部的家牛停止了和当地野牛的杂交，如今的英国现代牛身上几乎找不到英国本地原牛的身影。时至今日，人们依然时常用瘤牛等其他品种的牛类同家牛交配以提升其品质，因此现在的家牛品种实际上是许多家养的与野生的牛类在历史上的不同时期多次混合后的复杂族群。
考古学上的证据表明，大约在公元前5至6千年，近东和南欧地区就已经开始有规模的饮用牛奶了。而北欧的英国等地饮用牛奶的最早考古学证据则大约出现在公元前4千年。
虽然美洲大陆也有野牛，然而这些牛类直到今日也非常难以驯养，美洲的家牛都是从欧洲传播过去的。在哥伦布第二次前往美洲的航行中，西班牙的家牛就被带到了美洲，哥伦布随后的几次航行又携带了更多的家牛用以负重和耕地。随后不久这些牛只就在西印度群岛的各个岛屿上繁衍开来，后来的西班牙移民又将牛带到了墨西哥等地，还通过巴拿马地峡将它们传播至南美洲西部。16世纪，法国、荷兰等地的殖民者在前往新大陆的过程中也没忘记将自己国度内的家牛带至北美洲。而南美洲的家牛则主要是从西班牙和葡萄牙这两个国家运过去的，据推测现代南美家牛之所以含有较多北非家牛的世系，正是因为西班牙、葡萄牙两国的家牛血统受到了北非品种的影响。
1788年第一批来到澳大利亚的移民就将牛带到了这片新大陆，然而他们所携带的是来自印度的瘤牛，这个品种比家牛更耐热。家牛在晚些时候才进入澳洲。
臺灣牛較可靠的紀錄是由荷蘭人輸入，在那之前臺灣可能無牛。

## 生物学特征

### 成年牛
大型的成年公牛的体重大约为1000公斤到1200公斤，母牛则为600至800公斤左右。中小型品种公牛体重也可达800公斤，母牛600公斤。正常状况下牛的体温同人差不多，为38至39摄氏度，脉搏则为每分钟60至80次。大约在两岁以后家牛便可以达到性成熟，每年秋季是其交配季节。怀孕期约为9个月，刚出生的牛犊体重大约在20至40公斤之间，一般每次只产一胎，利用技术上的手段也可增加母牛产下双胞胎的几率，然而异性双胞胎中的母牛具有先天不育的特点。

### 牛犊
小牛犊出生后不久就可以自行站立，大约2至3个月就可以断奶。成年家牛身高大约在1.2至1.5米之间，体长约1.6至2米。寿命可达15年以上，但肉用牛为了追求经济利益，有时在2岁前就会进行屠宰。牛有30对染色体，其中29对是常染色体，另一对为性染色体。同人类一样，母牛的基因型为XX，公牛为XY，Y染色体比X染色体短的多。
刚出生的牛犊没有牙齿，半岁左右牙齿长齐，2岁时开始换牙，4、5岁时乳齿脱落完毕，恆齒长齐。随着年龄的增长牙齿会逐渐磨损，因而判断牛的年龄时常常观察牙齿的使用情况。家牛一共有32颗牙齿，上颚没有门齿及犬齿，只有12颗臼齿。下颚有6颗铲状的门齿，两颗基本已经退化的犬齿与12颗臼齿。上颚原为门齿的地方实际上是被称为齿垫（板）的坚固结构。家牛进食草本植物时，先用粗壮有力的舌头将草卷入口内，经下门齿切断后稍加咀嚼就咽下。这是因为牛为反芻動物，吞咽下去的食物要经过多次反刍后才会最终被消化。由于没有上门齿，牛只能吃掉植物高出地面几厘米以上的部分。雖然大部分的人認為牛是草食性動物，有些資料明確顯示牛是雜食性動物。

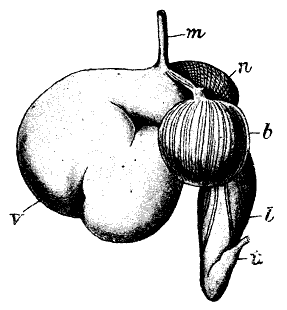
牛的胃：m-食管终端，v-瘤胃，n-网胃，b-重瓣胃，l-皱胃，t-小肠开端

### 牛的胃
牛有四個胃，依次是瘤胃、網胃、重瓣胃（俗称牛百叶）和皺胃，这四个胃实际是重叠在一起而非前后依次相接。只有最后一个皱胃才会分泌胃酸消化食物，前三个胃则富含细菌与原生动物。瘤胃中生活着大量的微生物，食物被吞咽后会在此经历发酵过程，纤维素等难以消化的有机物因此得以分解，从而被瘤胃吸收。发酵产生的气体则通过打嗝的方式排放出来。瘤胃内的一部分食物经由瘤胃的收缩会重新进入口腔，经由进一步咀嚼后再重新吞下。之后食物会在网胃和瘤胃间蠕动，从而进行混合及研磨，少部分食物经过这一过程会再度回到口腔。重瓣胃则会吸收食浆中的水分，以免稀释胃酸。最终，食物中的蛋白质和脂肪会在皺胃内经由酶的作用被消化。成年牛的瘤胃占据了整个胃部体积的八成，但刚出生的牛犊却是皱胃最大，消化青草等纤维饲料的能力弱，消化过程和只有一个胃的动物类似，随着年龄增长瘤胃的体积也会越来越大。牛的小肠长度约为40米，大肠10米以上，食物从消化到排泄需要经历7、8天左右的时间。

### 牛的眼睛
由于眼睛长在头的两侧，因此家牛有高达320度的视场。另一方面，由于两只眼睛的视场只有很小的重叠，因此牛观察侧面的景观时缺乏立体感，难以判断物体的大小，常常需要停止运动才能进行对焦。同大众所认为的“牛对红色敏感”不同，牛眼内只有两种视锥细胞，分别对455纳米和554纳米波长的光敏感，因此其眼中的世界更接近于蓝色和紫色。同时，牛对光线的变化很敏感，地面上影子的晃动都可能会使它们躁动不安。家牛所能听到的频率范围为23至37000赫兹，最敏感的频率则为8000赫兹。虽然在低频和高频内都比人类要敏感，但是它们定位声音来源的能力却不强。

### 牛的角
有些家牛的品种无角或牛角短小，总体上讲家牛的角要比水牛和野牛短小。牛角大约在1岁之后长出，其内部为空心的骨质角心，外面包裹着角套。不同于鹿类，家牛角中并没有血管与神经，牛角生长到一定程度便停止。牛角不会脱落与更换，将其切掉后也不会重新生长。

### 牛的其他部位
牛的嗅觉也颇为发达，主要用来收集来自同伴的信息。包括辨别不同的个体，分辨肛门腺、生殖腺和皮肤上分泌的信息素。家牛触觉最敏感的部位是那些皮肤较薄的地方，诸如面部、脖颈、大腿内侧、外生殖器和乳房。它们也能辨别温度和湿度的高低。

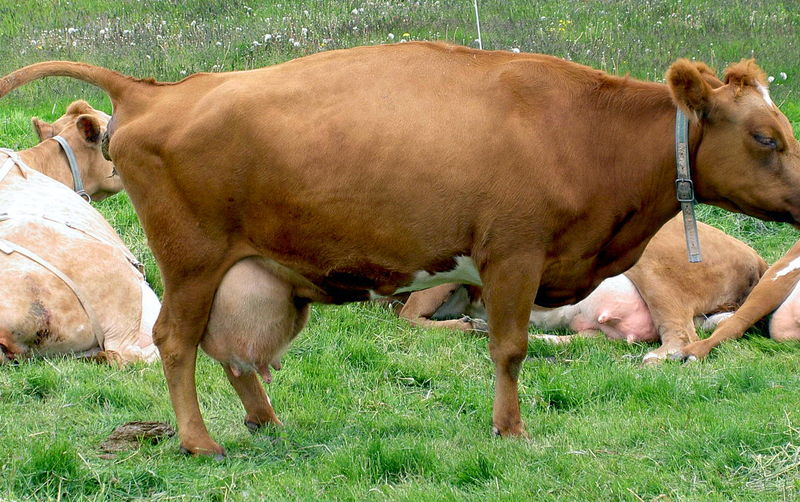
奶牛的乳房要比普通的家牛更大

牛只有一个乳房，正常情况下有4个乳头，在某些变异的母牛身上则会有多余的附头。
作为偶蹄目动物，牛蹄有四个趾，其中第三和第四趾最为发达，牛的奔跑速度可达每小时40公里。

## 行为
家牛的行为可分为个体行为与社会性行为，前者家牛自身为满足生理、心理需要而完成的行为，后者则是不同个体之间相互的交流行为。
进食对于大多数动物来说都是一种非常重要的行为。在野外草地进食时，牛通过停止前进，转动头部的方式快速吞下食物，进食的同时进行排便与排尿活动。牛每天要花5-9小时在草场上采食，进食分4到5次进行，其中日出和日落时分是进食的高峰期。牛在不同的进食阶段之间会进行反刍活动，一般是在进食后30分钟至1小时内，反刍时牛一般采用躺卧的休息姿势。每天牛用于反刍的时间大约为6到10小时，晚间是其反刍高峰期。在牛舍内养殖时，进食时间减少但次数增多，主要采食行为仍然发生在凌晨和傍晚时分。采水行为一般发生在进食之后，每天饮水5、6次，若条件不允许家牛也可以一天只进行一到两次饮水。

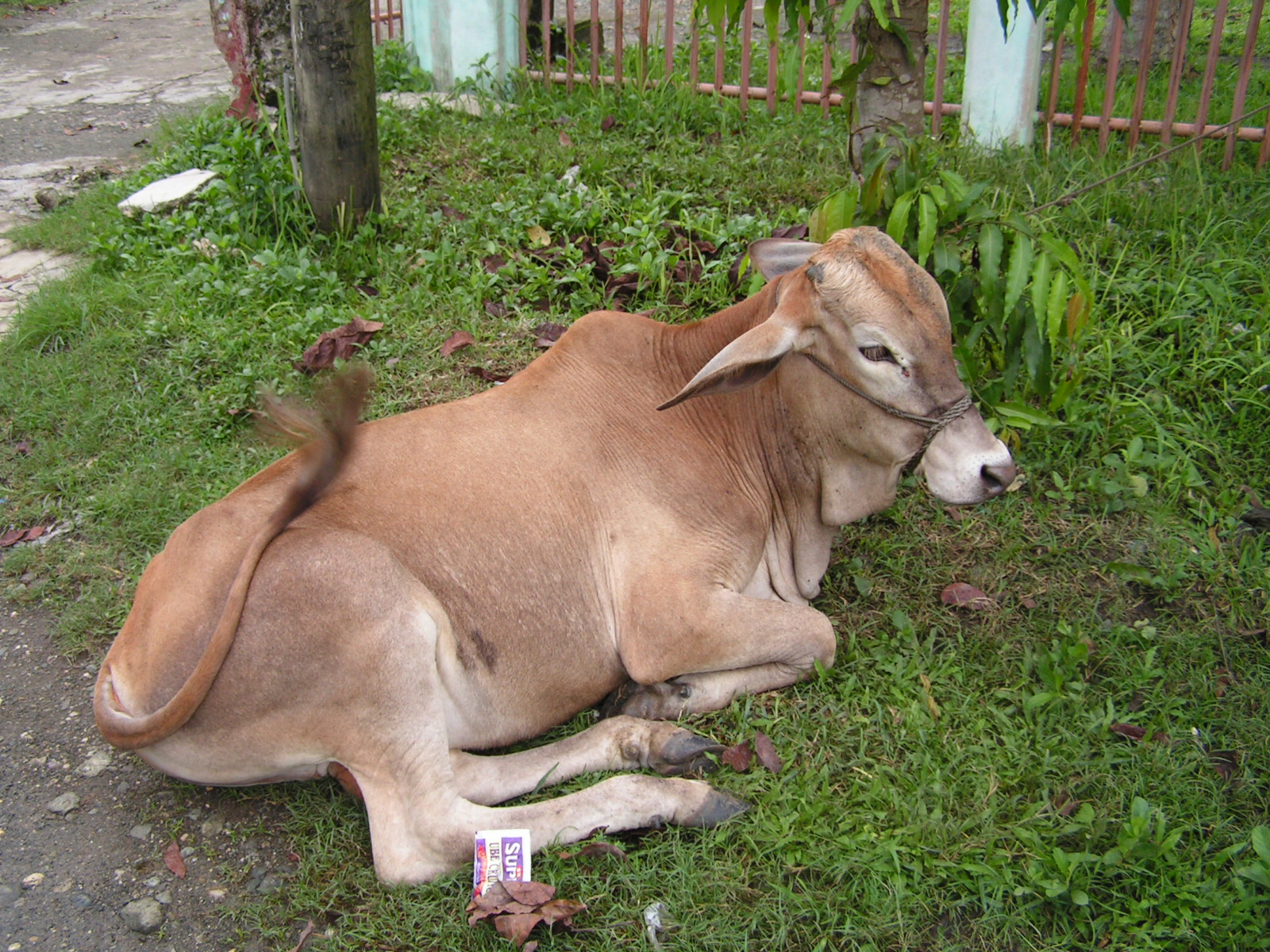
一头侧卧在地上休息的牛

当牛在休息中反刍时，会将四肢收起肚皮着地平卧或侧卧，头部则保持直立，这也是牛最常用的休息姿势。其他时候则会将头枕在身体上或将四肢展开。深度睡眠时则会连同头部整个侧卧在地上。同大多数食草动物一样，为了保持警惕家牛用于睡眠的时间很少，即使被人类驯化了数千年之久这一特性仍然未改变。一天之中家牛真正用于深度睡眠的时间只有不到一小时，不过家牛在反刍与休息时实际处于一种意识模糊的半睡眠状态。

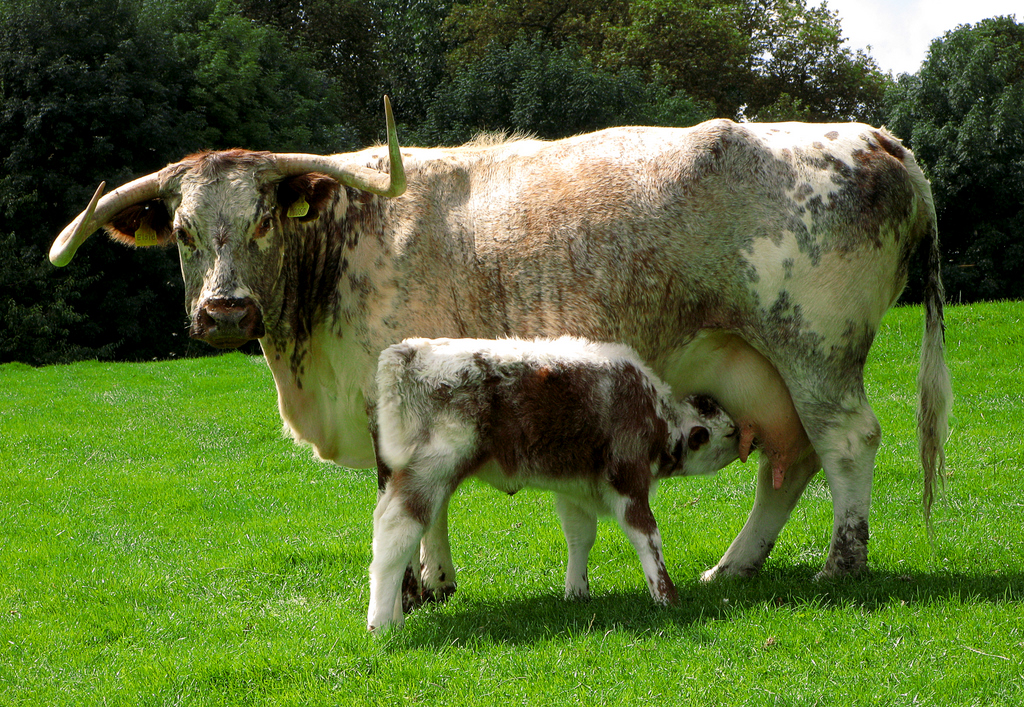
母牛通常站在地上喂奶

刚出生的犊牛喜欢同其他犊牛一同嬉戏，即便是成年家牛也需要保持一定的活动量。为了清洁自身，家牛会进行舔毛行为，有些舌头无法触及的地方则通过用蹄子、其他物体刮蹭或同其他个体相互舔舐的方法解决。为了驱赶蚊虫，牛时常会摇摆尾巴及轻微摇晃身体。家牛属于温顺的动物，经过人类长期驯化后同人类关系密切。正常情况下饲养的牛对人类鲜有攻击性行为，遇到陌生人时家牛一般还会表现出好奇的行为。
在出生后8个月至一年后母牛就可以达到性成熟，公牛比母牛略早几个月。不过这一时间同品种、气候和饲养方式也有一定的关系。母牛在到达性成熟以后会经历周期性的卵巢变化，这一过程类似人类的月经，平均周期约为21天。在卵泡开始发育之后，母牛就后进入俗称发情的状态，表现出躁动不安，时常鸣叫同时更乐于接近公牛的行为。母牛多在夜间发情，发情期大约持续1到2天，除行为异常外外阴部也会出现一些特殊症状。公牛射精时间只有数秒，每次射出的精液容量约为8毫升左右，精液中包含50至150亿个精子。
家牛是一种具有一定社会性的群居动物，它们通常喜欢以集体形式进行进食、休息等活动，个体之间也会通过动作行为和声音来进行交流。例如用头部相互顶撞是一种侵犯性的敌对行为，而舔舐对方的身体则是一种友善行为。犊牛出生后数月就开始学习这种交流过程，当牛群密度过大和过疏时都会引起异常行为的增加。家牛有不太严谨的群体等级观念，实际上这一体系直到20世纪中叶才被学者提出。大致说来，体型较大且年长的母牛拥有较高的地位，不同于灵长目动物，家牛的等级似乎并非通过打斗来决定。而且等级体系一般较为稳定，一般只随着成员组成的变化而变化，其等级制定的机制仍然有待研究。地位较高的个体，其后代如果能和母亲保持较近的关系，似乎也会获得较高的地位，据推测这可能是因为后代从母亲那里学会了领导行为。头牛的行为会被群体中的其他牛类所模仿，同时在采食、休息等方面拥有优先权。不仅是同一牛群的个体之间，不同的牛群之间也有相应的等级体制。如果散养的牛群拥有的资源偏少，则它们相互之间为了抢夺资源而争斗的行为会明显增多。

## 牛品种
为了更好的利用家牛，人类在对其饲养的过程中进行了长期的人工选择和分类培养。18世纪中，以英国为首的欧洲国家率先开始了对家牛进行大规模育种行为。如今用于改良家牛品种的方式包括杂交、人工受精等。
除了不同品种的家牛相互之间杂交外，家牛还可与同属牛族的其他物种杂交，不过所生育的后代大多同骡一样不具备生殖能力。例如，家牛同牦牛杂交所产下的品种被称为犏牛。犏牛拥有比牦牛更好的产奶及产肉性能，其乳液中脂肪含量也更高，同时相较于普通家牛犏牛更适应高原气候。
在养殖业的努力之下也培育出了一些具备生殖能力的杂交牛品种，如美国在20世纪60年代中利用美洲野牛同夏洛来及海福特牛进行种间杂交培育出了皮弗洛肉牛，这一品种对饲料要求低，降低了养殖成本。家牛同瘤牛的杂交就更为常见了，在数千年前的家牛驯化早期阶段瘤牛就常同家牛杂交，比如中国南方的黄牛就普遍具有瘤牛血统，意大利的古老家牛品种契安尼娜牛同样也含有瘤牛血统。由于瘤牛的抗热性能更好，非洲、澳大利亚及南美常用其改善当地家牛的品质。
而牛的胚胎移植技术则类似人类生育试管婴儿，它是将优秀牛品种的受精卵移植到普通牛体内怀孕生育的技术，这种技术可以突破家牛每年一般只产一胎的限制。
20世纪80年代后，转基因牛也已经被开发出来，不过尚未像转基因农作物那样进入大规模应用。

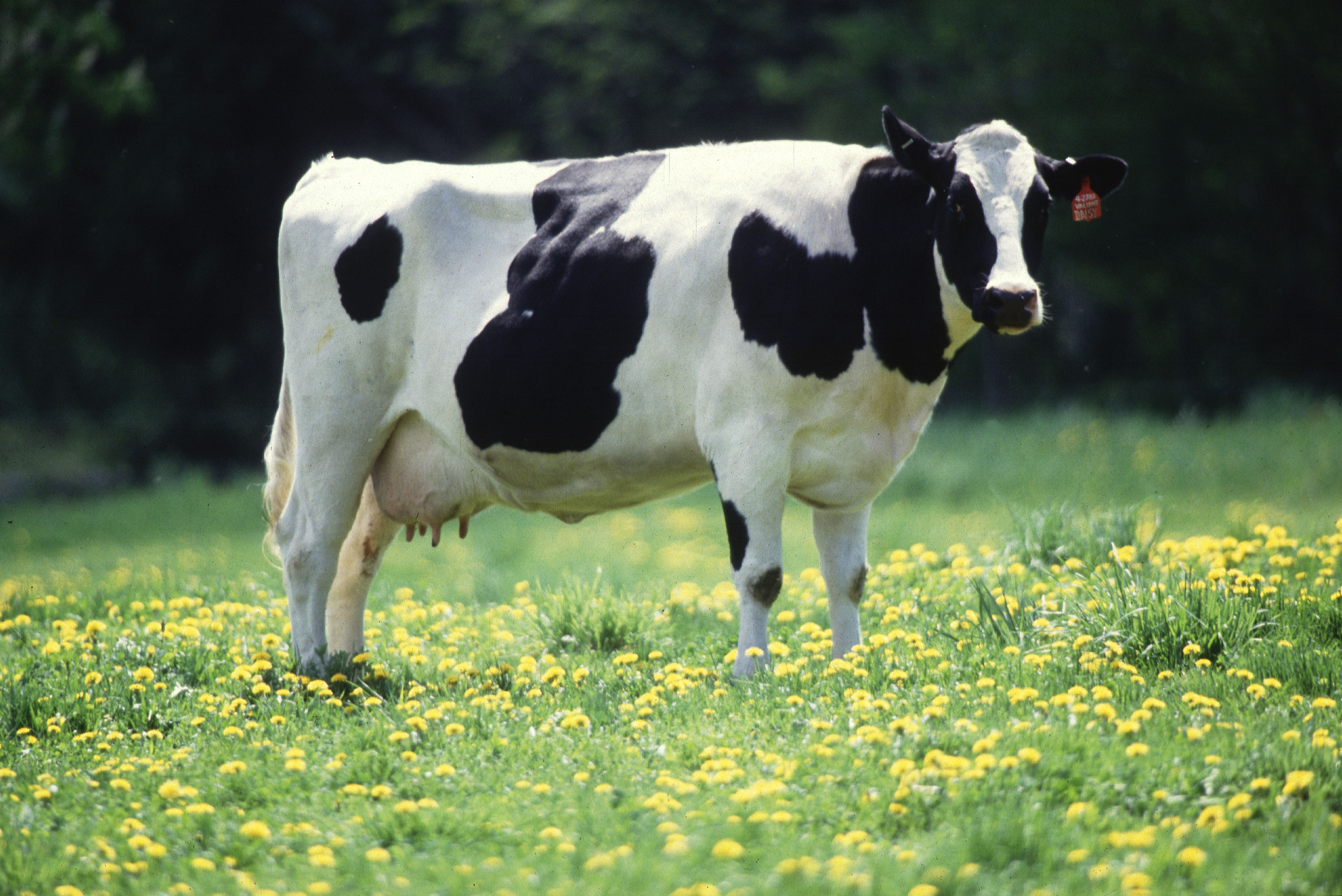
荷斯坦奶牛

根据联合国粮农组织2005年所作的统计，世界范围内共有897个家牛品种，另外还有209个品种已经灭绝了。在牛的品种中，有专门用于产奶的奶牛、专门食用其肉类的肉牛/菜牛、两者兼而有之的肉奶兼用品种。由于以汽油、柴油为动力的农用机械发展迅猛，用于耕种的家牛日趋减少，因此专门用于耕种的家牛或耕、肉兼用品种所剩不多。

### 奶牛
奶牛即专门用于产奶的家牛，这其中最为主要的是身上具有白底黑斑，亦稱為荷蘭乳牛的荷斯坦牛。荷斯坦牛原产荷兰，如今遍布全世界一百多个国家。许多地方更是利用荷斯坦牛和本地牛杂交，从而生产出性能更优异的新品种。原产英国的娟珊牛则为世界第三大产奶品种，其他一些专门用于产奶的家牛品种则包括爱尔夏牛、更赛牛等。只有生育后的母牛才能产奶，因此为了获得牛奶必须使奶牛不停地配种及生育。但由于生长速度缓慢或肉质口感不佳，母牛所生下的公牛只有一小部分会被作为种牛而进行培育，剩下的往往在犊牛阶段就会被屠宰掉（類似對雄性蛋雞的雛鳥宰殺）。现在则可根据X、Y染色体之间的差异对精子进行区分，从而增加产下母牛的概率（相較ZW性別決定系統的雞，無法由此技術增加产下母雞蛋的概率）。

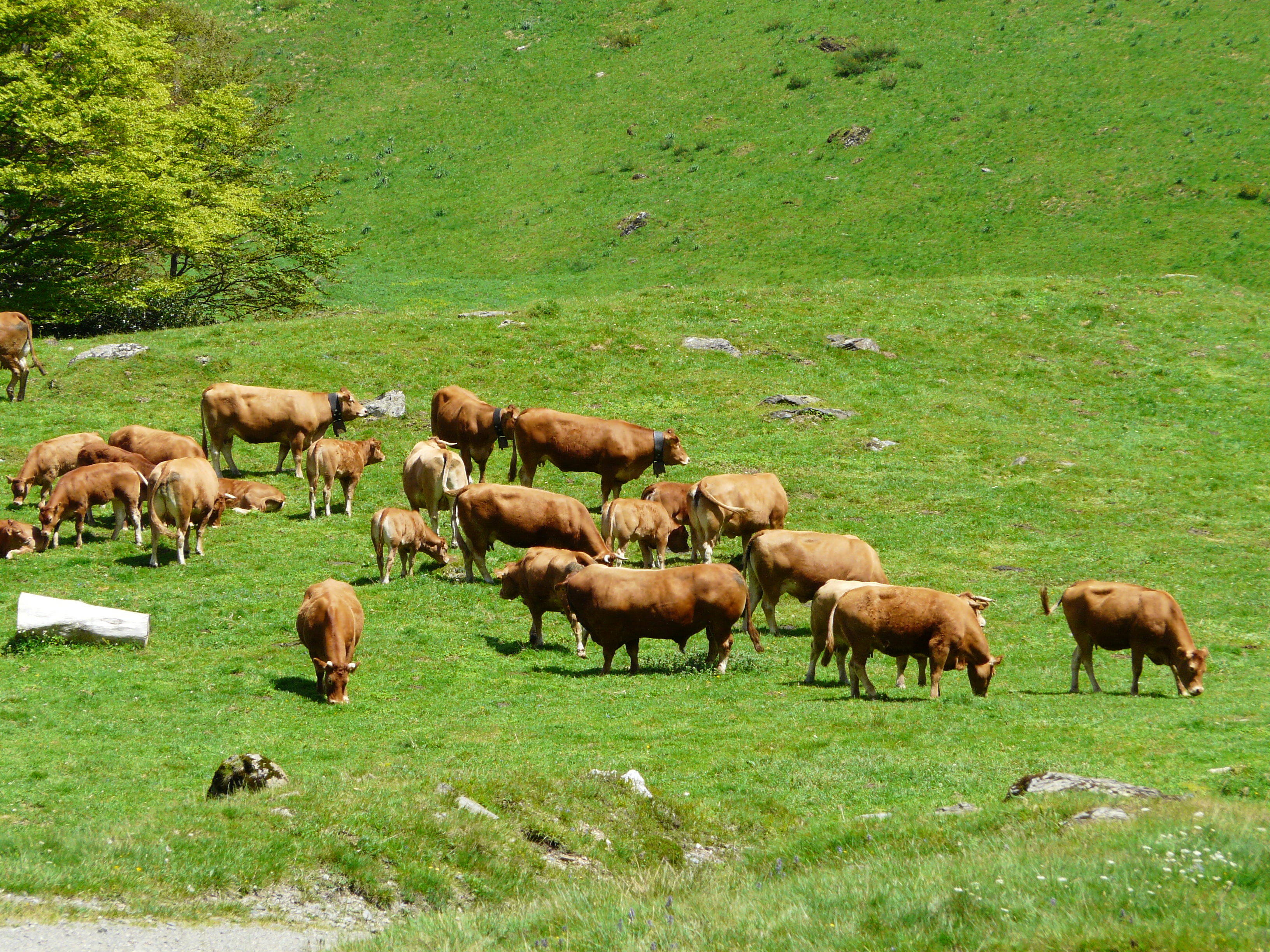
利木赞牛

### 肉牛
肉牛是专门用于食用的家牛，其中世界各地跨区域养殖的有原产英国的小型肉牛如海福特牛、安格斯牛，以及欧洲大陆所培育的大型肉牛，如法国的利木赞牛、夏洛来牛，意大利的契安尼娜牛、皮埃蒙特牛（Piemontese），比利时的蓝白牛等。其他一些著名的本土饲养的肉牛品种则如日本的和牛。为了追求最大的养殖利润，肉牛一般在其体重增长速度开始下降的时候屠宰。实际上所有的家牛品种都可以食用，但肉牛的出肉率及生长速度快，许多肉牛品种原先为肉役兼用品种，农用机械出现后才开始逐渐向专门食肉的方向培养。

### 奶肉兼用
这一般是以哺乳期母牛产奶，公牛及产乳量低的母牛育肥食用。产自瑞士的西门塔尔牛是最重要的奶肉兼用品种之一，原先为乳、肉、役三用品种，后来逐渐培育成乳肉兼用的品种。德国的弗莱维赫牛则是在西门塔尔牛和荷斯坦牛基础上培育而来的改良杂交品种，中国的三合牛也拥有西门塔尔牛的血统。其他一些著名乳肉兼用品种则包括丹麦红牛、瑞士褐牛和英国的短角牛等。

### 肉役兼用及其他
发达国家已不再培养役用品种，原有的役用牛品种也逐渐向肉用型发展。中国较著名的肉役兼用型有秦川牛、鲁西牛、南阳牛、蒙古牛等，然而这些品种的出肉率及生长速度均比欧洲专用肉牛低了不少。在其他用途方面，历史悠久的西班牙斗牛业培育出了专门用于斗牛表演的品种。虽然家牛体型巨大，不过仍然有人将它们当做宠物来饲养，这些宠物牛大多是在本身就为小型品种的娟珊牛、海格福牛基础之上培养而来。

## 利用
家牛有许多用处，有些种类是专门为了某一个目的培养出来的。除肉和奶外家牛还提供肥料（牛粪），在过去这是最重要的肥料之一。到今天为止在地球上许多地方家牛还被用来拉车或耕地，古时候人们常拿牛作为重要的祭品祭祀神灵及祖先。

### 食用
在食品方面，牛主要是提供牛肉、牛奶及其制成品。根据联合国粮农组织的估算，2008年中人类一共宰杀了两亿九千八百万头家牛，从中获得了六千两百万吨的牛肉。从牛躯干、四肢上获得的大块肌肉以及可以食用的带骨牛肉、牛蹄、牛头等大多是作为即时屠宰的鲜肉在当地的农贸市场、超级市场、肉食品专卖店销售给了家庭、饭店、食堂。
牛肉的烹饪方法很多，煎、炸、烤、炒、炖、煮均可，各种菜系中基本都有和牛肉相关的菜肴，亦有生吃牛肉的鞑靼式牛排。由于牛肉相较猪肉、鸡肉韧性更强，为了改善口感煎、烤时常处理成半生不熟，而炖煮时通常要花上更多的时间。

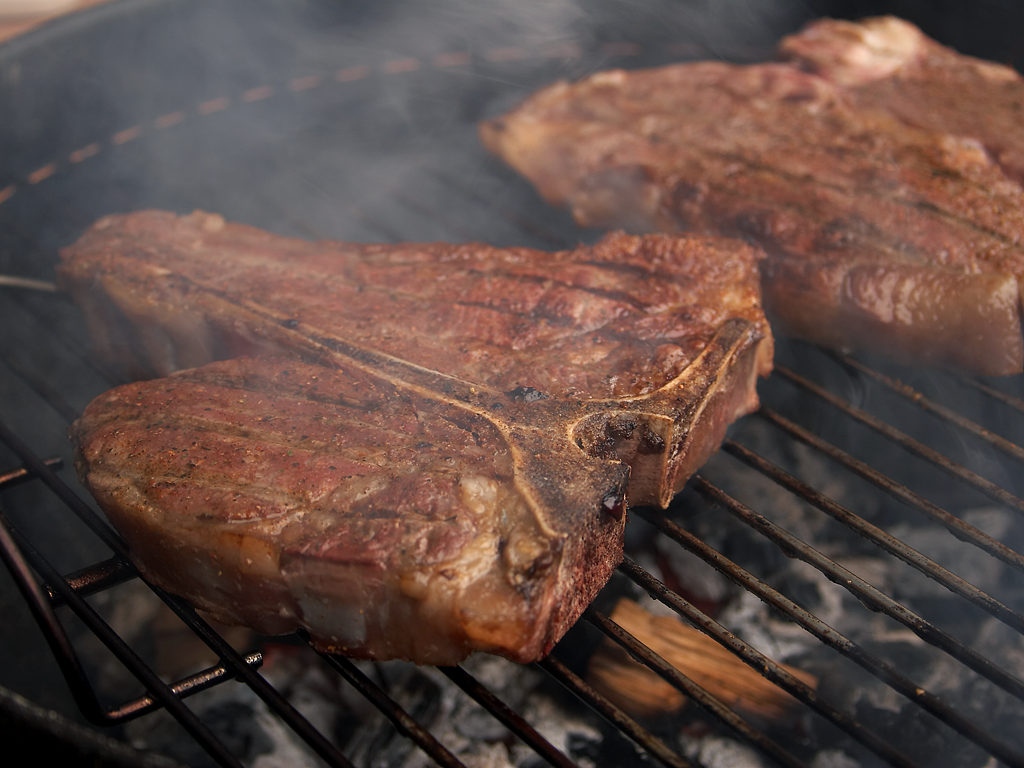
烤牛排

为了销售至更远的地方时，常将牛肉做冷藏、冷冻处理以保证新鲜。鲜肉往往都是根据其种类进行分类销售，位置较好的肉块可以达到更高的销售价格。美国、日本、欧盟等还针对牛肉的品质建立了相应的等级标准，在不同的国家和地区对牛肉种类有不同的划分标准，如沙朗牛排、菲力牛排、T骨等。另一些在屠宰过程中切割下的细小碎肉则会在简单加工后作为绞肉销售，其他牛肉则会出售给食品加工厂，制成香肠、火腿、牛肉罐头、牛肉干之类可以直接食用的牛肉制品。
除供人类食用外，牛肉也常被做成宠物粮食或是饲养动物园中的食肉动物。
牛的各种内脏也可食用，但不同地域的人对其喜好程度不同。某些地区将牛的内脏、骨头加工处理后重新用作宠物粮食或动物饲料，但由于此举容易促进疯牛病等传染性疾病的传播，现在这种做法已经逐渐被禁止，取而代之的是将牛内脏熬制成工业用油脂或直接销毁。在医学上，可以从牛的胰脏中提取出胰岛素、牛肝提取物则有减弱肝脏细胞损伤的能力、，脾脏提取物也具有治疗再生障碍性贫血、肿瘤等病症的功效，牛脑垂体则可提取出生长素、抑制素、催乳素等激素。
在中医中，牛胆、牛蹄、牛肾、牛黄、牛鞭、牛血等均可入药。牛骨可熬制汤剂，磨成骨粉后可作为鈣添加劑加入饲料中，也可作为人骨替代物进行修补手术。石器时代时，牛骨也是原始人手中一种坚硬的工具和武器，古代中国的卜者用火灼烧龟甲、牛肩胛骨并观察裂纹来进行占卜，刻在上面的卜辞则被称为甲骨文。由于质地坚硬、表面光滑，牛骨、牛角也可作为雕刻用的材料。

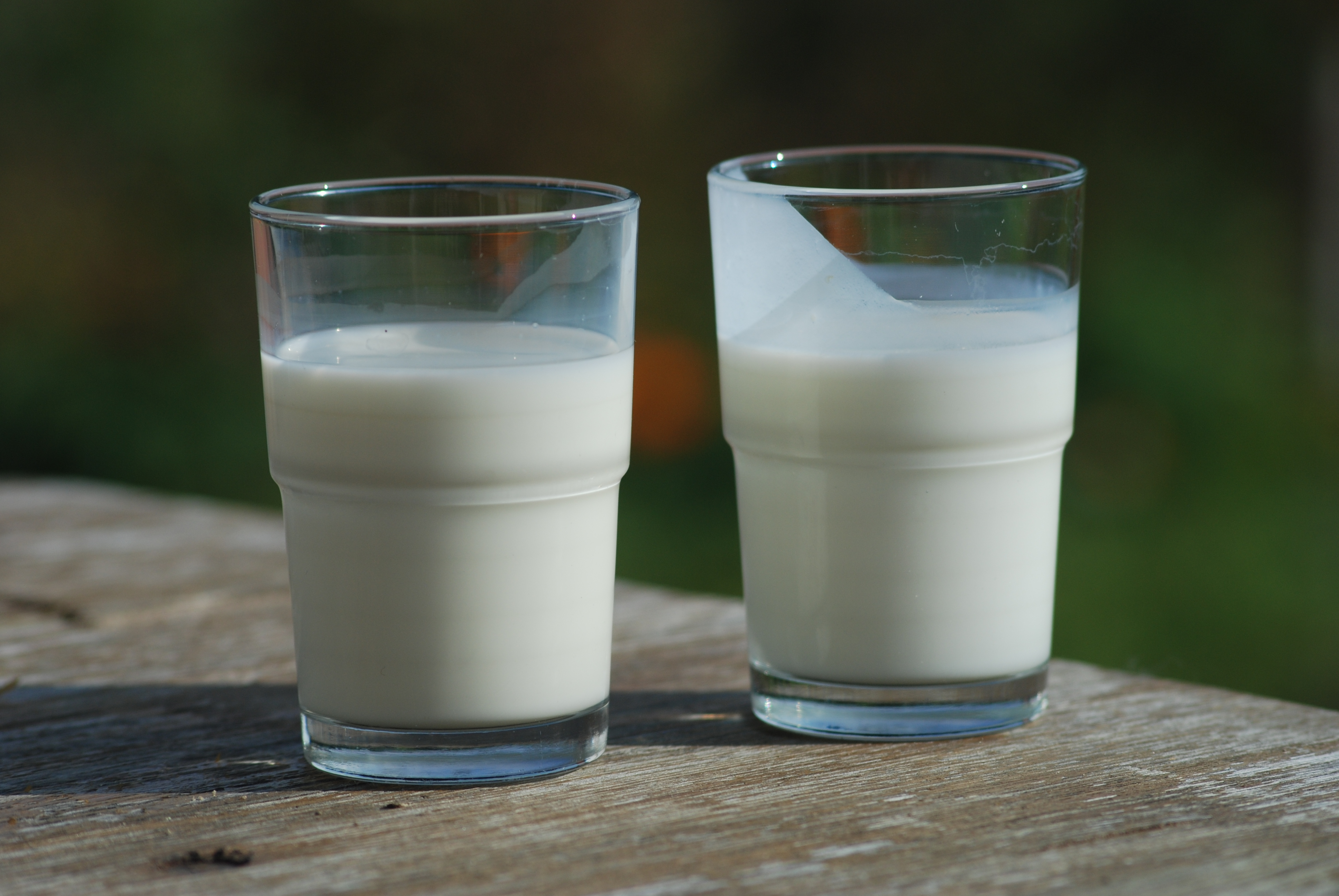
右侧为酪乳

#### 牛奶
家牛提供的另一大食物即为牛奶，2008年一年中2亿4700万头母牛为人类提供了5亿7800万吨鲜奶。牛奶富含蛋白质及鈣質，香味浓郁，是许多人喜爱的饮料。有些人由于遗传问题具有乳糖不耐症，难以分解牛奶中的乳糖，饮用牛奶后可能会引发不良症状。直接从牛乳房中挤出鲜奶含有大量微生物，需要经过加热杀毒制成巴氏奶或灭菌奶才能供人饮用。为满足人们不同的需求，市场上销售的牛奶也常会添加调味剂形成果味、巧克力、麦香等多种口味的调味奶，向牛奶中添加钙、维生素则可以进一步改善牛奶的营养成分。牛奶还可同其他饮品如果汁、茶、咖啡混合制作成混合饮料。
除直接饮用外，鲜奶还可以作为添加物制造蛋糕、奶糖、牛奶巧克力、牛奶咖啡、冰淇淋等众多食物。牛奶中的脂肪可以提取作为稀奶油，稀奶油提纯后可得奶油（黄油）。而市场上销售的牛奶也会根据其脂肪含量做出区分，脂肪含量高的牛奶可能会使人变胖但口味较好，低脂牛奶在加工过程中使得其他一些营养成分也随着脂肪一同流失。完全脱去脂肪的牛奶称为酪乳，味酸。经由细菌的发酵作用，液态牛奶可变成酸奶，酸奶含有更多的乳酸及乳酸菌。
除去水分的牛奶为炼乳，多用于食品加工。奶酪（干酪）则是将放酸后的牛奶加入凝乳酶使蛋白质凝固，再排出无法凝固的乳清后制作而成的，同液态奶相比，同等重量的奶酪蛋白质含量更高。制作过程所分理出的乳清同样大有用途，乳清中所含的都是结构更紧凑的球状蛋白，正因为此乳清才不易发生凝乳反应。这些乳清蛋白易融于水便于吸收，还可作为凝胶剂、发泡剂、乳化剂来使用。
鲜奶在经过喷雾干燥处理之后可被加工为奶粉，奶粉在加工过程中不可避免地会损失一定的营养成分。不过和鲜奶相比，奶粉中易凝结的酪蛋白和无法吸收的盐分含量更少，因此奶粉更适合消化系统尚不健全的婴幼儿食用。奶粉比起鲜奶更便于贮藏，在许多情况下都可以作为配料替代鲜奶使用。在营养价值之外，牛奶中的活性蛋白质也具有重要的医学、生物功效。其功能众多，例如刺激神经系统、抗凝血、促进DNA合成、抗菌、调节免疫力等等。利用牛乳中的蛋白还可制作出牛奶蛋白纤维。同一般的布料相比，用牛奶蛋白纤维制作的织物吸水性好，柔软、顺滑，对皮肤刺激小。

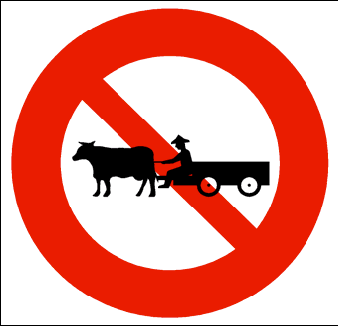
中華民國道路禁止標誌禁12禁止獸力車進入標誌，顯示的動物是牛，因為臺灣大多獸力車是牛車。

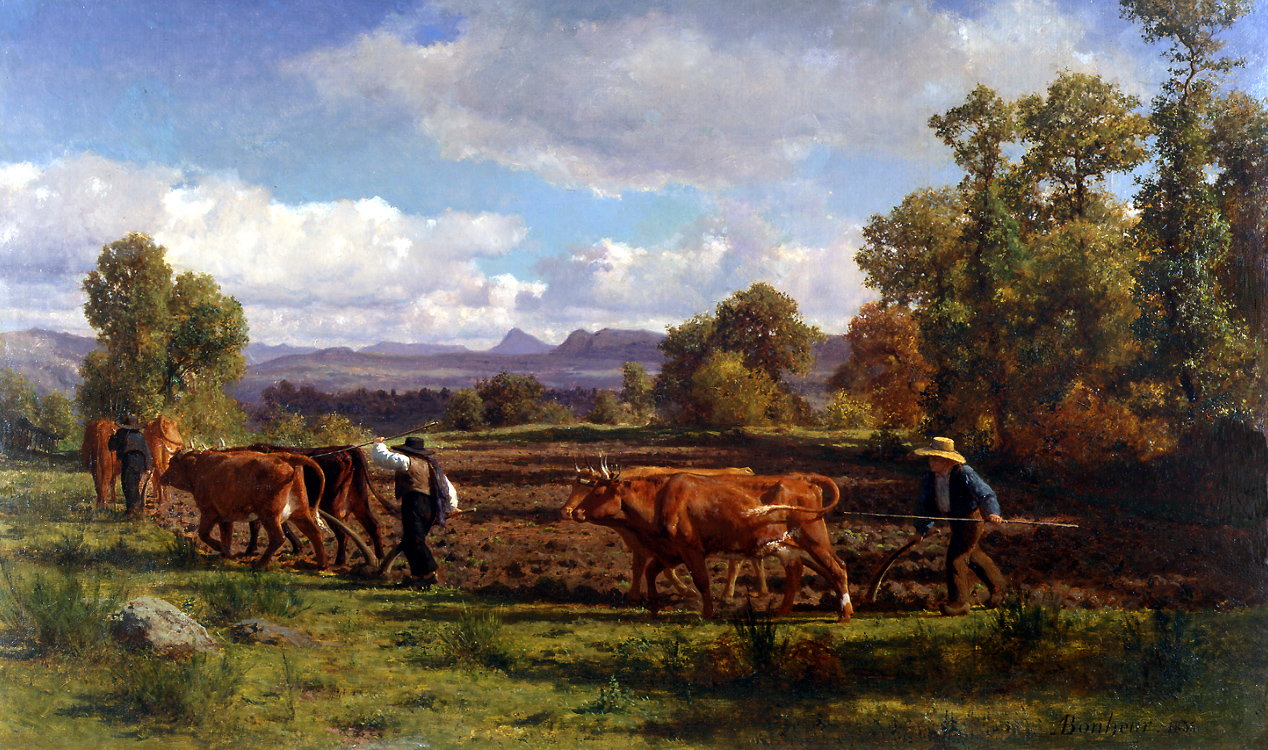
油画中的牛耕

### 牛皮
2008年内，人类获取了3亿920万张牛皮。牛皮的用途主要为制取各类皮衣、皮鞋、皮带、箱包。经由牛皮、牛骨熬制提取出的胶原蛋白有良好的生物相容性，在医学上可作为止血剂、药物载体、细胞培养培养基、美容整形等。

### 牛粪
牛粪中仍然含有许多未经吸收的能量，在过去，牛及其他牲畜的粪便是直接施入田地的重要肥料，晒干的牛粪可以当做燃料甚至建造简陋的房屋。化学肥料的推广和人们卫生意识的提高使牛粪作为肥料的意义有所降低，现在逐渐用发酵处理后的动物粪便取代，发酵过程中还可产生用于燃烧的沼气。处理后的牛粪还可再次作为动物饲料。

### 畜力
牛是最主要的耕作牲畜，也常被用来拉动车辆。至今，在东亚和东南亚的许多地方，仍然利用牛的牵引力耕作。在某些地区，为了減少对化石燃料的需求，对耕作牛的需求反而有所增长。然而在军事上，却很少将牛作为坐骑或者是用装载士兵的牛车冲锋。冷兵器时代的将领会用火牛阵冲杀敌军，著名的例子如汉尼拔和田单。

### 运动
由于家牛体格强壮，在体育方面也可有许多用处。斗牛运动在伊比利亚半岛和拉丁美洲都非常流行，起源于美国的职业骑牛大赛如今已经扩散到巴西、墨西哥、澳大利亚等地。印度尼西亚的马都拉岛盛行赛牛，虽然此项运动在其他地区远不及赛马及赛犬知名，但是在当地人的文化中却意义匪浅。瑞士还有牛和牛对战的传统比赛。

## 养殖
牛的养殖方式有许多种不同的分类方法，按照规模及饲料来源可大致分为：纯粹的野外游牧，集中的野外放牧，利用牧草和农副产品混合养殖，利用从别处购买的农副产品及饲料在厂房内进行密集养殖。最后一种是以公司形式进行商业化运作，其余养殖方式中牛往往归农民、牧民个人或集体所有，其中混合养殖是最主要的养殖方式，而密集化养殖有增长的趋势。

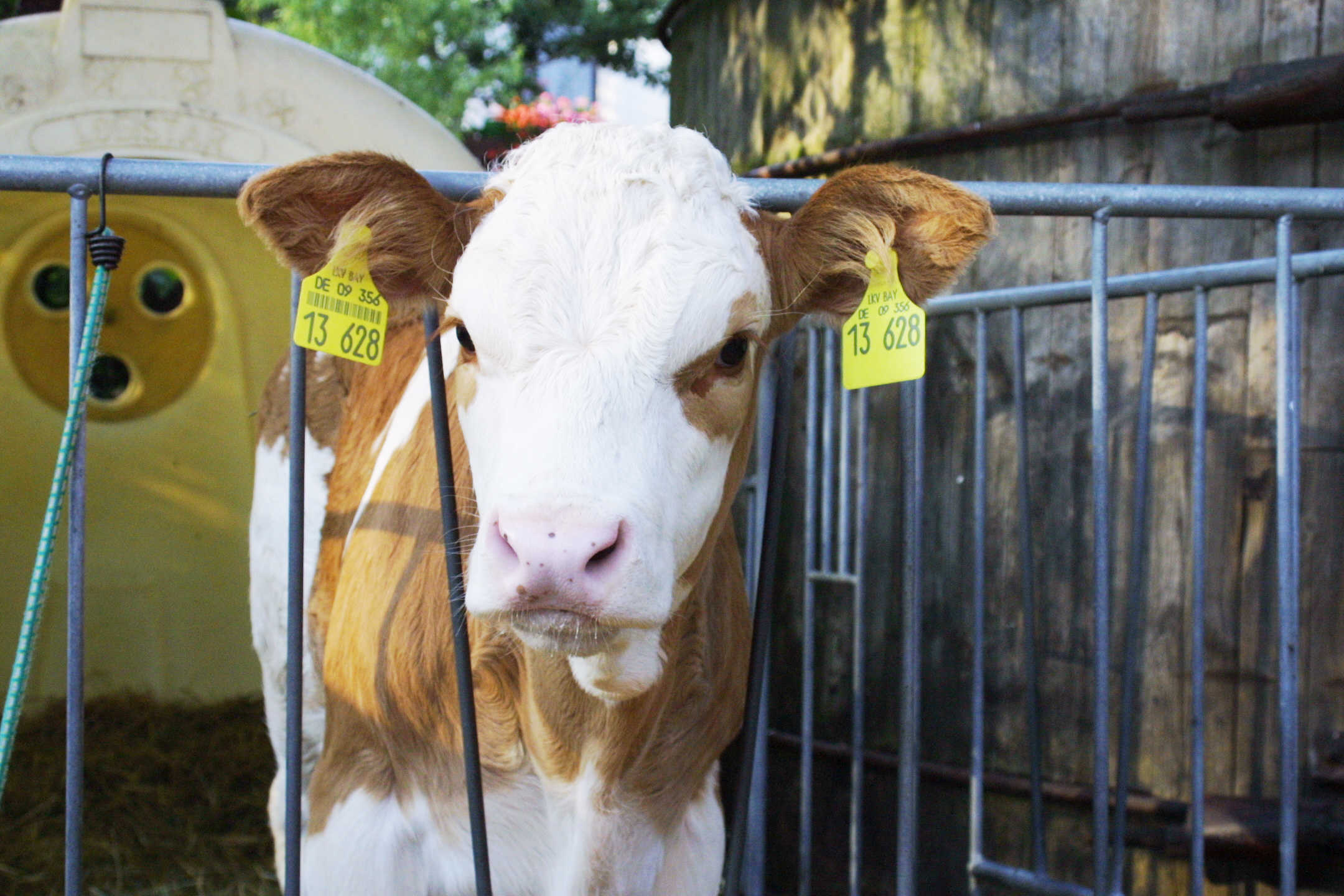
佩戴条形码耳标的牛犊

小牛犊出生之后，就要根据其性别、品种进行不同方式的管理了。公奶牛中有一部分会被留作种牛，另外一些则会为生产小白牛肉而进行饲养。由于牛犊免疫力、抵抗力较差，一般刚出生的牛犊都要集中起来在更加干净、卫生的环境中饲养，有时牛的主人为了防止牛角伤人，在犊牛阶段就将其截去。肉牛犊一般能饮用母亲的牛奶长大，而奶牛的乳液价值较高，奶牛犊在饮用了若干天含有免疫球蛋白的牛初乳后，便逐渐开始食用替代乳液的饲料。在规模较大的饲养体系中，犊牛长到一定年龄后就要开始对其进行标记，此举是为能够区分不同牛只。剪耳、剪毛的方法适用于小规模的牛群，规模更大一些的则在牛身上用刺墨、颜料标明编号，用烙铁烫出的编号虽然可以保持很久，但是会破坏牛皮的完整性因而被冷冻烙号法、在耳朵上穿挂以及在脖子上悬挂号牌等方法取代。对于在公共牧场上放牧的牛群来说，除了要标明牛只自身的编号还得标明牧场编号。为了更快捷、方便的了解牛只的详细信息，一些先进的牧场将条形码技术运用在了家牛标识上。扫描标签上的条形码便可知道这只牛的出生、体重、健康状况等详细信息。牛肉、牛奶等产品也可因此追本溯源。更先进的射频识别标签、胶囊也已经用在了牛群标记及管理上。

### 養殖方式
从不同的养殖方式上来看，放牧这一行为更多的出现在澳大利亚、阿根廷、中亚等拥有丰富草原资源的温带草原地区，较为发达的牧场使用的是人工种植的草场，其牧草营养比野生牧草更为丰富，同时牧场主还会适时对牧草施肥。
禾本木植物是常见的牧草品种，多年生黑麦草、意大利黑麦草、鸭茅、羊茅、雀麦都可用作家牛的食物。豆科植物作为蛋白质来源也很常见，如三叶草、白三叶草、紫花苜蓿等。相对落后的地区则任由牛只采食野生杂草，对牧草的品质也不加以控制，在有些采取放牧养殖的地区，人们将树木砍伐掉以获得更大的草场，过渡放牧则会严重影响当地的植被，草场体系为全球约1/4的肉牛提供了食物。
不过牧草有其生长周期，秋冬季节之后就无法再供牛只食用。因此在牧草丰富的季节就需要牧场主将多余牧草收割下来备用，风干贮藏的草料有一定营养损失，肉牛在过冬过程中会因此损失一定的体重或是减缓生长速度。此外还可以用贮藏的农副产品及谷物作为冬季草料的替代品，用发酵的方法处理饲料可以减小其能量损失，这一过程一般称为青贮。
降水量更为充沛的农业产区，则多采用以粗饲料和精饲料相结合，在牛舍内喂养的方式饲养牛。所谓的粗饲料主要是农业副产品如小麦、水稻、玉米、高粱等的秸秆、外壳，还有杂草、豆科植物藤蔓等。有时牛的主人也在不适宜种植农作物的地块或是休耕地块种植紫花苜蓿之类的牧草，其蛋白质含量远比秸秆丰富，在有些农产区放牧也被作为补充性的饲养手段。而精饲料主要由高能量、高蛋白质的饲料和矿物质、微量元素组成。高能作物就是指以富含淀粉的作物如玉米、高粱、马铃薯、木薯，高蛋白质的作物则可用酿制酒、酱油，榨取植物油的大豆等剩余的副产品构成，畜牧业和水产养殖业的副产品如鱼类乃至牛自己的肉骨粉和禽类的粪便也可被作为蛋白质来源，含有氮元素的尿素、氨水可以作为蛋白饲料的替代品以降低养殖成本。而矿物质主要就是指以食盐为主的各种盐类化合物。在规模化的集中式养殖模式中，精饲料的比例更高，以此来谋求更快的生长速度和更高的脂肪含量。

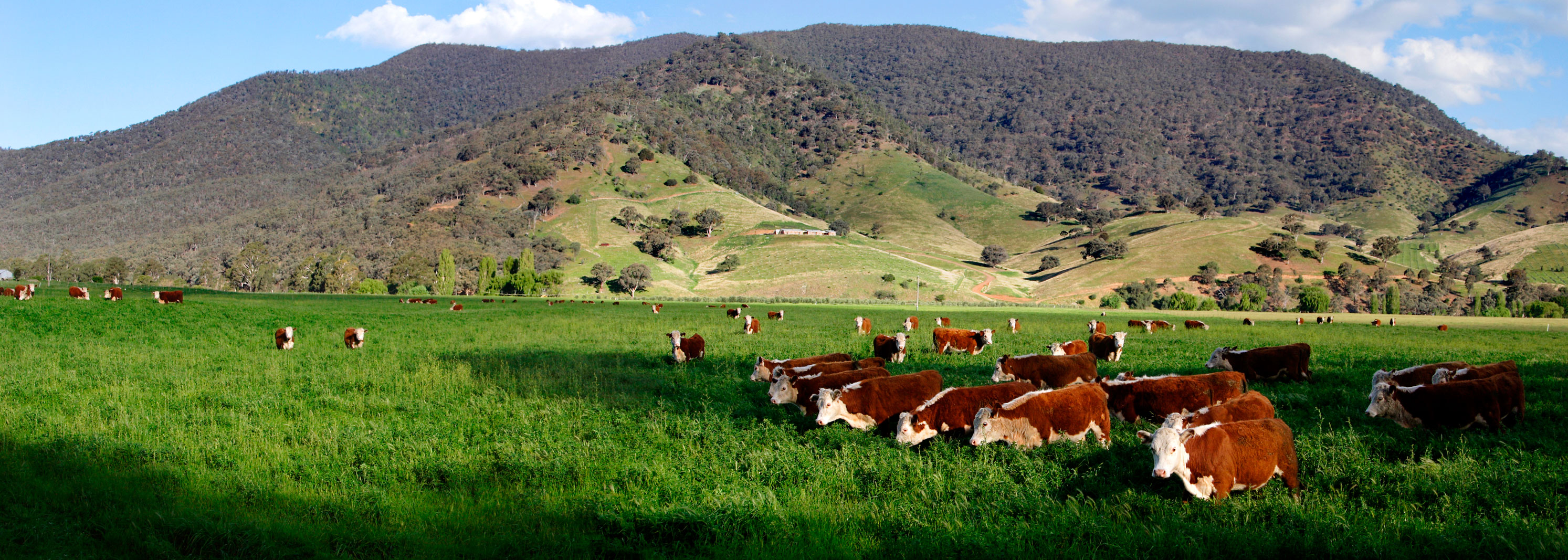
原野中的牛群

除去这些生长过程中必不可少的营养物质，牛的主人也时常会饲料中加入其它饲料添加剂帮助肉牛更好更快地生长，降低养殖成本。脂肪可以帮助蛋白质更好地被吸收，同时自身也含有很高的能量，可以减少能量饲料的投入。动物或植物性的脂肪都可添加在牛的饲料之中，油脂的香味也可起到吸引家牛用餐的作用。牛同人一样具有味觉，在饲料中加入甜味、香味、辣味剂和味精都可改善饲料的口感。抗生素的使用可以减少牛患病的几率，激素则可促进肉牛生长发育，然而这些物质都有其副作用，特别是残留在牛肉内对食用者有害，许多地区已经禁止使用。其他一些饲料添加剂则有生物酶制剂、益生菌和中和胃酸的缓冲剂等。
肉牛在生长过程中一般要划分为生长期与育肥期进行不同方式的饲养。生长期是骨骼、器官进行发育的阶段，需要更多的蛋白质，此阶段肌肉组织生长慢，但肌肉组织比较嫩。进入性成熟期之后的公牛易冲动，养殖时常对其进行去势（阉割）处理，去势后的阉牛脂肪沉积更为均匀，生长速度快肉质也鲜嫩。生长期结束之后的就要开始对肉牛进行育肥，育肥可按时间长短分为短期、中期和长期育肥三种。短期育肥主要利用肉牛在一岁左右生长速度快的特点，在短时间内使肉牛增重后就进行屠宰以减少饲料投入，但其缺点是肉质较差。长期育肥的肉牛会饲养至20个月以上，一般都进行去势处理。其优点为脂肪沉积充分，可以获得具有大理石花纹的优质牛肉，缺点是生长周期长，增加了饲养成本。中期育肥则介于两者之间。
与肉牛所不同的是，奶牛生产的牛奶是一种容易变质，需要尽快加工的产品。因此除了规模很小的，牧民自产自用的奶牛牛群外，很少有游牧养殖的奶牛。实际上混合型养殖方式占据了奶牛养殖的八成以上，在许多地区奶牛被饲养在近郊地区的牛舍中，这些地区离大城市的市场更近，便于牛奶的保鲜。为使奶牛产奶就必须让其怀孕产仔，处于哺乳期的奶牛每日都可产奶。若是乳房内的存奶没有挤尽容易影响牛奶品质，严重时甚至会引发乳房炎。手工挤奶现在在许多地区已经被机械挤奶替代了，机械挤奶主要是利用真空造成的负压抽取牛奶，机械技术已经从最初的将牛奶挤到小桶里发展到现在的利用管道将牛奶集中输送至奶站内。

## 疾病
由于细菌、病毒、寄生虫和自身系统失调，家牛会感染各类疾病，其中有些人畜共患病还可以传播给人类，因此受到人们的重视。有些疾病如牛痘甚至開啟了疫苗接種的新領域。
在人畜共患中最著名的大概就是疯牛病，其学名为牛海绵状脑病，是一种神经系统传染病，除感染牛只外也可感染人类。其致病因子为朊蛋白，主要通过病牛的肉骨粉在牲畜之间传播。至于其最初的成因则并不清楚，推测可能来自于羊搔痒症。最早由英国在1986年左右发现并报道，至1996年时英国政府组织的专家团得出结论，人类新型克-雅氏病（也就是人海绵状脑病）可能与疯牛病有关，之后疯牛病开始进入到公众视野之中。此后英国的牛肉产业受到重大损失，仅牛肉出口的损失就达6亿美元，而屠宰病牛、赔偿养殖户所需资金更是高达一百多亿美元，英国养殖业的形象也因此大受影响。人类所患的新型克-雅氏病没有有效的医治方法，截至2010年3月，英国共有165人死于新型克-雅氏病。由于英国向欧洲出口了大量牛肉骨粉，许多欧洲国家都受到了牵连，亚洲的日本和以色列也出现了感染疯牛病的病牛。美国、加拿大的养牛业也因疯牛病蒙受了重大损失。
炭疽也是一种非常古老的由炭疽杆菌引起的人畜共患疾病，圣经之中便有记载。法国人巴斯德在1881年研制出炭疽疫苗，而在此之前炭疽曾造成过数以万计的民众死亡。由于其高死亡率，炭疽也常被当做生物武器来研究及使用。
在抗生素出现以前，肺结核是一种对人类非常危险的疾病。即便是在今日，肺结核依然是死亡人数最多的几种疾病之一。实际上牛也会感染肺结核，牛肺结核主要由牛分枝杆菌引起，然而牛和人的肺结核都可互相传染，有些人正是通过饮用了患病奶牛的牛奶才获得了肺结核。除了人和牛互相感染之外，其他动物如獾也可携带并传播牛分支杆菌。
除了上述容易导致死亡的疾病外，还有些传染病容易造成巨大的经济损失。例如口蹄疫，许多牲畜如牛、羊、猪都可患上口蹄疫，但以牛最为容易，引起主要症状为牲畜口、蹄病变而得名。口蹄疫发现的历史较长，1897年时就已确认其致病因子为口蹄疫病毒。口蹄疫也可传染给人，不过传染率不高，危害也并不严重。牛感染口蹄疫后的死亡率不过2%、3%左右，严重时也很难超过5%。然而，口蹄疫可通过牲畜接触、空气乃至掉落地面的病变组织传播，其传播速度非常快。同时家牛感染口蹄疫后，进食、行走变得困难，乳房上的水泡也会严重影响奶牛产奶。因此一旦牛群中出现患此病的牛只，通常的做法都是大规模屠宰以避免传播，因此这也是一种对养牛业造成重大危害的疾病。造成奶牛产奶量减少的疾病则有乳热、乳房炎。乳热是由母牛分娩时体液酸碱不平衡造成的，而乳房炎则是由细菌感染引起，对于饲养的奶牛来说，不正确的挤奶方式、奶牛间的感染都有可能造成乳房炎。
由寄生虫引起的疾病可以分为体表寄生虫病和体内寄生虫病。体表寄生虫病包括牛皮蝇、文皮蝇幼虫寄生在牛背中引起的牛皮蝇蛆病，牛副丝虫寄生在皮下和肌肉组织中造成的牛血汗征等，这些疾病最大的危害是容易损害牛皮，降低牛的经济价值。而消化道原线虫、球虫则寄生在肠道内，会造成腹泻、吸收不良乃至贫血、死亡。